# Colaboracionismo ucraniano con Rusia durante la invasión de Ucrania
El colaboracionismo con Rusia durante la invasión rusa de Ucrania de 2022 se refieren a las actitudes colaboracionistas de tipo militar, político y social por parte de ciudadanos ucranianos con miembros de las Fuerzas Armadas de Rusia durante la invasión de Ucrania.

## Legislación

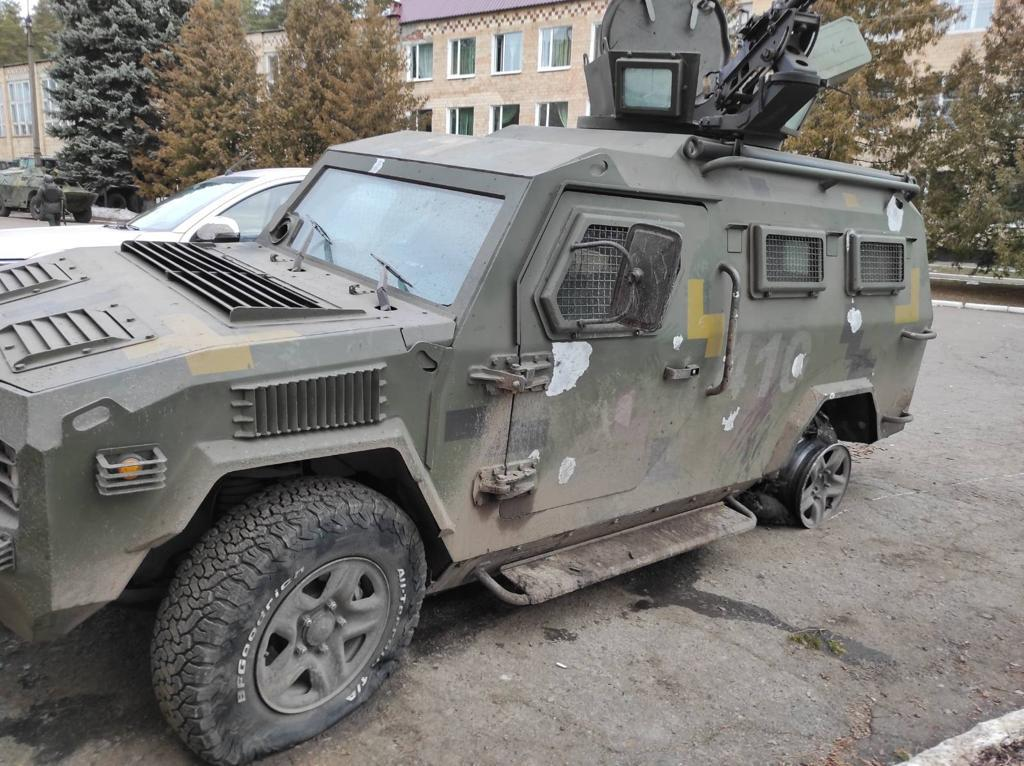
Vehículo KrAZ Cobra (fabricado por KrAZ) de la guardia fronteriza saboteado en Sumy.

Tras el comienzo de la invasión rusa de Ucrania el 24 de febrero de 2022, la Rada Suprema adoptó dos leyes sobre el colaboracionismo, que más tarde serían ratificadas con la firma del presidente ucraniano, Volodímir Zelenski:
- Ley N.º 5143 que introduce un apartado al artículo 111-1 del Código Criminal ucraniano sobre «Traición». De acuerdo al texto, se considerará delito los intentos, ejecuciones, participación y colaboración en la organización poderes administrativos de índole pública en los territorios ocupados por Rusia.

- Borrador de Ley N.º 5144 que prevé cambios en los Códigos Criminal y de Procedimiento Criminal de Ucrania. Los cambios son la introducción del concepto de «colaboracionismo», se introducen castigos para los negacionistas de la acción militar rusa contra Ucrania, para los que apoyen decisiones del país agresor en territorio ucraniano, para quienes hagan propaganda prorrusa y para quienes transfieran recursos materiales a las fuerzas de ocupación.

## Autoridades
Los periodistas de Meduza señalaron que las autoridades rusas probablemente estaban actuando sobre la base de las nociones de 2014, cuando la confrontación política en Ucrania les permitió ganarse a las élites en algunas regiones, miembros del Partido de las Regiones de Víktor Yanukóvich y algunos movimientos de base.
Sin embargo, tras el inicio de la invasión en febrero de 2022, se desarrolló la situación opuesta: la sociedad y las fuerzas políticas se consolidaron en torno a la soberanía de Ucrania. En los territorios ocupados, muchos políticos que anteriormente hablaban desde posiciones prorrusas se negaron a cooperar con el ejército ruso, y las administraciones de ocupación se formaron entre políticos insignificantes, funcionarios de poca monta y personas al azar.
En febrero-junio de 2022, el movimiento Chesno agregó 47 políticos colaboradores a su lista: 12 en la región de Donetsk, 10 en la región de Járkov, 9 en la región de Jersón, 8 en la región de Zaporiyia, 3 en las regiones de Lugansk y Sumy, 2 en la región de Mykolaiv. Por afiliación partidaria, la mayoría de los colaboradores eran miembros de la Plataforma de Oposición - Por la Vida prorrusa (19 de los 34 miembros de partidos políticos).
Tras la invasión, Rusia comenzó a organizar administraciones cívico-militares en los territorios ocupados, a pesar de que el presidente ruso, Vladímir Putin, afirmó que los planes de Rusia no incluyen la ocupación de los territorios ucranianos.

### Jersón
Volodímir Saldo, alcalde de Jersón entre 2002 y 2012 y partidario de las represiones contra la oposición en 2014, se convirtió en el jefe de la administración de ocupación de la región de Jersón. En las elecciones locales de 2020, Saldo perdió ante Ihor Kolijaiev, y su partido recibió solo el 7% de los votos en el consejo regional y el 11% en el regional. Después de la ocupación en marzo de 2022, Saldo se convirtió en uno de los fundadores del colaboracionista "Comité de Salvación por la Paz y el Orden", y un mes después, el ejército ruso tomó el ayuntamiento de Jersón y nombró a Saldo como jefe de la administración de la ocupación. 
La administración de la ciudad de Jersón estaba encabezada por Oleksander Kobets, a quien los medios ucranianos llamaron el ex conductor del alcalde elegido legalmente, Kolijaiev. Otros miembros del Comité de Salvación incluyen a Kiril Stremousov, un bloguero de extrema derecha prorruso y antivacunas, que obtuvo el 1,3 % de los votos en las elecciones a la alcaldía de Jersón de 2020. Otros miembros del comité estaban asociados con el movimiento del oligarca, el padrino de Vladímir Putin, Víktor Medvedchuk, el proscrito Partido Comunista de Ucrania y varias organizaciones prorrusas, las cuales tenían problemas con los servicios especiales ucranianos.
En Kajovka, el ejército ruso tomó el ayuntamiento el 1 de abril y nombró a Pavel Filipchuk, exdiputado del consejo regional de Jersón de la Plataforma de Oposición - Por la Vida prorrusa, como jefe de la administración de la ocupación de la ciudad (OPLE), que formaba parte del equipo del presidente del consejo regional Vladislav Manger, sospechoso de estar involucrado en el asesinato de la activista de Jersón Kateryna Handziuk. Después de una serie de intentos fallidos de ser elegido alcalde de Kajovka, Filipchuk se mudó a Sochi y regresó poco después de que comenzara la invasión. Oleg Bujovets, exdiputado del consejo de distrito del Partido de las Regiones, fue nombrado jefe de la "policía" de la ciudad. El liderazgo de la comunidad señaló que los empleados del comité ejecutivo de la ciudad se negaron a cooperar con los designados rusos.
El 12 de marzo, en Geníchesk, el ejército ruso destituyó al alcalde elegido democráticamente y nombró a Gennady Sivak de Kramsk como jefe de la administración de ocupación. Andrii Klochko, diputado del consejo de distrito del partido Plataforma de la Oposición - Por la Vida, ex activista de la organización Elección Ucraniana de Viktor Medvedchuk, se convirtió en presidente de la ciudad. Andrii Klochko, miembro del consejo del distrito de Henichesk de OPZZ, fue nombrado alcalde interino en Henichesk. De los 15 jefes del distrito de Henichesk, solo 5 fueron a cooperar con el ejército ruso.Nueva Kajovka bajo la administración rusa estaba dirigida por un pequeño empresario Vladimir Leontiev, y Skadovsk estaba dirigida por un ciudadano ruso, Sergei Shvaiko, quien anteriormente trabajó como constructor.
The Washington Post informó que las autoridades ucranianas después de la captura de Jersón enfrentaron problemas relacionados con la actitud ambivalente o incluso la simpatía hacia Rusia entre algunos residentes, pese a que el mismo periódico informa que la población recibió entre vítores al ejército Ucraniano a diario, durante al menos, una semana A pesar de ello, la mayoría de la ciudad celebró la llegada del ejército Ucraniano. 

## Alcance
Hasta el 26 de marzo de 2022, la Oficina Estatal de Investigación había abierto cerca de 200 casos por colaboracionismo. El 3 de abril de 2022, la Fiscal General de Ucrania, Irina Venediktova, anunció que 99 personas se encontraban en custodia de las autoridades ucranianas acusadas de traición, así como otras 4 personas más con causas por colaboracionismo.